# Antonio Climati
Antonio Climati, né le 14 novembre 1931 à Rome et mort le 9 août 2015 dans cette même ville, est un directeur de la photographie et réalisateur cinématographique italien.

## Biographie
Antonio Climati est surtout connu pour avoir écrit le scénario et dirigé certains films mondo movie au cours des années 1970 et 1980 et pour avoir été le directeur de la photographie de quelques films d'horreur italiens.

## Filmographie

### Réalisateur
- 1975 : Ultime grida dalla savana, co-réalisateur avec Mario Morra
- 1976 : Savana violenta, co-réalisateur avec Mario Morra
- 1983 : Turbo time
- 1983 : Dolce e selvaggio, co-réalisateur avec  Mario Morra
- 1988 : Natura contro (alias Paradiso infernale)

### Directeur de la photographie
- 1962 : Mondo cane de Paolo Cavara, Gualtiero Jacopetti et Franco Prosperi
- 1966 : Africa addio de Gualtiero Jacopetti et Franco Prosperi
- 1968 : Mal d'Africa de Stanis Nievo
- 1969 : Geminus de Luciano Emmer (série télévisée)
- 1971 : Les Négriers (Addio zio Tom) de Gualtiero Jacopetti et Franco Prosperi
- 1975 : Savana violenta de Antonio Climati et Mario Morra
- 1983 : Dolce e selvaggio de Antonio Climati et Mario Morra
- 1984 : Ingridde Gene Feldman
- 1984 : L'addio a Enrico Berlinguer (documentaire collectif)
- 1988 : Nightmare Beach - La spiaggia del terrore de Umberto Lenzi
- 1988 : Natura contro (alias Paradiso infernale) d'Antonio Climati[2]
- 1988 : Rage, furia primitiva de Vittorio Rambaldi

### Producteur
- 1975 : Ultime grida dalla savana, réalisation d'Antonio Climati et Mario Morra

### Monteur
- 1975 : Ultime grida dalla savana, réalisation de Antonio Climati et Mario Morra

## Source de la traduction
- (it) Cet article est partiellement ou en totalité issu de l’article de Wikipédia en italien intitulé « Antonio Climati » (voir la liste des auteurs).